# Erastria nigripuncta
Erastria nigripuncta är en fjärilsart som beskrevs av W. Warren 1897. Erastria nigripuncta ingår i släktet Erastria och familjen mätare. Inga underarter finns listade i Catalogue of Life.